# Людина, що рачкує
«Люди́на, що рачку́є» (англ. «The Adventure of the Creeping Man») — твір із серії «Архів Шерлока Холмса» Артура Конана Дойла. Уперше опубліковано у Strand Magazine у березні 1923 року.

## Сюжет
До Холмса приходить містер Тревор Беннет, особистий секретар професора Пресбері. Беннет також займається з донькою професора, Едіт.
Професор Пресбері заручений з молодою леді Еліс Морфі, донькою колеги, хоча йому вже шістдесят один рік. Їх майбутнє весілля не викликає скандалу, але, останнім часом з'явились деякі проблеми.
По-перше, професорі, нікому не сказавши, кудись зник, а коли повернувся, виглядав виснаженим як від поїздки. І лише з листів, які спочатку потрапляють до Беннета, дізнались, що він був у Празі, звідки йому постійно пишуть. Крім того, у певні дні пес за невідомої причини подивився дуже агресивно по відношенню до господаря.
Після повернення з Чехії професор повідомив, що деякі листи надходитимуть з червоним хрестом біля печатку, їх не треба відкривати, а одразу передавати йому. До того часу містер Беннет користувався довірою господаря й завжди відкривав усі листи. Дійсно згодом приходили такі листи, які одразу потрапляли до рук містера Беннета. Чи відповідав він на них, секретар не знає, якщо і робив це, то без його допомоги.
Останніми днями всі мешканці будинку помітили зміни в поведінці професора: він став ходити крадькома, вираз обличчя став таємничішим. Однак його наукові здібності не постраждали: він продовжує читати чудові лекції в університеті.
Однієї ночі, почувши невідомі звуки, містер Беннет вийшов у коридор і побачив свого роботодавця, який пересувався за допомогою ніг та рук одночасно, як тварина. Коли здивований секретар почав говорити до професора, той піднявся, облаяв його і втік.
До детектива приїжджає Едіт Пресбері. Вона розповідає, що однієї ночі о другій годині бачила свого батька, який заглядав їй у вікно. Кімната дівчина знаходиться на другому поверсі, а в саду немає такої драбини, яка б дозволяла піднятись на таку висоту. Едіт впевнена, що їй це не привиділось.
Професор привіз з Праги коробочку. Шукаючи щось своє, містер Беннет взяв її і почав розглядати. Одразу ж госоподар нагримав на нього й забрав коробочку. Беннет зазначає, що напади собаки датовані 2 та 20 липня 1911 року.
Наступного дня Холмс з Вотсоном прямують до Кемфорду в університет, де працює професор Пресбері. Вони хочуть перевірити, чи пам'ятає він свої дії в дні, коли на нього гарчав пес, тобто, коли професор змінювався. Відвідувачі говорять йому, що він назначив їм зустріч. Професор же заперечує це й швидко злиться. Холмс і Вотсон покидають університет, детектив стверджує, що багато чого дізнався з самого вигляду професора та його поведінки. Містер Беннет наздоганяє їй і повідомляє, що він дізнався адресу, з якої приходить листи з червоним хрестом. Ім'я адресата Дорак, що говорить, що він з Центральної Європи, що збігається з поїздкою професора до Чехії. Один празький знайомий Холмса повідомляє йому, що Дорак — відома людина в місті, він тримає великий універсальний магазин.
Холмс створює теорію, що кожні дев'ять днів приймає якісь ліки, результатом яких є зміни в його поведінці. Детектив вважає, що це пов'язано з поїздкою в Прагу, а також те, що ліки йому постачає Дорак. Він повідомляє Беннету, що прибуде до Кемфорду наступного вівторка.
Приїхавши у зазначений вечір, Вотсон з другом починають спостерігати за професором. Коли він вийшов на вулицю, на ньому одразу ж видно фізіологічні зміни: його пальці потовстішали, його поведінка змінилась. Пес почав гавкати на господаря, той же почав його дражнити та стрибнув на ліани. Усе говорило про те, що певною мірою містер Пресбері — мавпа! Коли він спустився, то почав знову дражнити собаку, який відірвався й накинувся на того. Холмс, Вотсон і Беннет відтаскують собаку. Востон з секретарем, який також лікар, надають першу допомогу постраждалому.
Холмс роздивляється коробочку, привезену з Праги. У ній містяться ліки і лист від особи на ім'я Лавенштейн. Виявляється професор шукав шлях до омолодження, щоб одружитися з молодою жінкою. Позаяк препарат був отриманий з мавпи, то й «побічні ефекти» були відповідні.

## Галерея
Художник — Говард Елкок.

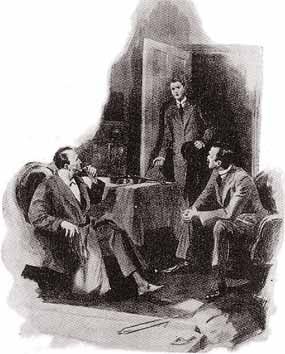
Містер Тревор Беннет приходить до Холмса та Вотсона
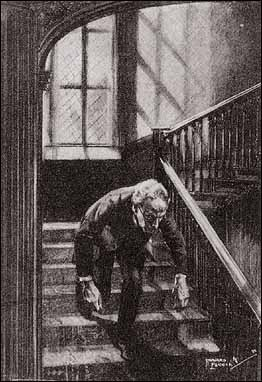
Професор Пресбері рачкує на сходах
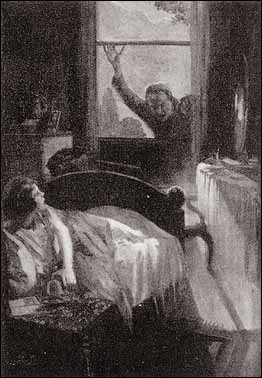
Професор Пресбері заглядає до своєї дочки Едіт у вікно
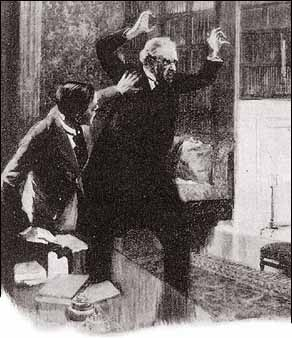
Професор Пресбері
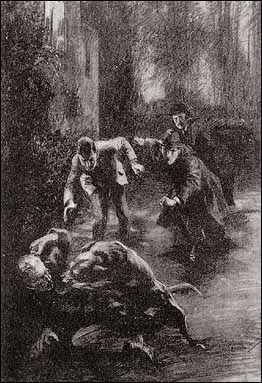
Холмс і Вотсон намагаються врятувати професора від нападу собаки